# استکهورن (بالتسچیدرتال)
استکهورن (به لاتین: Stockhorn) یک کوه در سوئیس است که در کانتون وله واقع شده‌است. استکهورن ۳٬۲۱۲ متر بالاتر از سطح دریا واقع شده‌است.